# バクマン。
『バクマン。』（英語タイトル: Bakuman。）は、原作：大場つぐみ、作画：小畑健による日本の漫画。『週刊少年ジャンプ』（集英社）において、2008年37・38合併号から2012年21・22合併号まで連載された。

## 概要
高い画力を持った真城最高と文才と発想に長けた秀才である高木秋人を主人公とし、二人の少年がコンビを組んで漫画家を目指していく道のり・その活動を描く。物語は連載開始時と同じ2008年から始まるが、話の進行によって現実世界を追い越すようになる。このことに関して大場は単行本16巻のコメントで「常に現代ぐらいに思って読んで頂けると助かります」と述べている。最終話時点で劇中年月は2018年9月となっている。
『週刊少年ジャンプ』（以下『WJ』）2008年37・38合併号より連載を開始。大場・小畑タッグでの作品は前作『DEATH NOTE』から2年ぶりとなる。連載開始号の巻末コメントで大場は「比較的地味な内容になると思う」と記している。タイトルは小畑の発案で、「漫画の『マン』を入れたかった」とのこと。連載開始前の仮タイトルとして『ガチマン』とする案もあった。それ以前の仮題は『夢と現実と博打とYシャツとキミ』だった。話数の単位は「○ページ」。サブタイトルは「○○と○○」。連載開始した2008年37・38合併号の表紙は、夏休みの特別企画として本作品以前の全連載作品の合作表紙だったため、本作品の表紙の扱いは小さなカットのみだった。2回目が掲載される2008年39号に、1号ずらす形で表紙を飾っている。
単行本第1巻は15万部以上を売上げ、オリコンチャート初登場4位を記録した。2020年6月時点で累計発行部数は1500万部を記録している。
「5ページ 時と鍵」にて、カブラペンに対してサイコーが「線の強弱は出にくいけど逆に一定の太さの線は描きやすい」「絵に味も雰囲気もでない」「川口たろうはギャグ漫画だからギリギリありだった」と評している。これに対し、2008年48号での巻末コメントにて冨樫義博が「川口先生、ぼくも人物はカブラです。聞いたら他にもいました。がんばります」と作中キャラクターの川口たろう（真城信弘）に対してメッセージを送った。
『バクマン。』の連載が始まって以降、この漫画の影響と思われる低年齢層の『WJ』編集部への漫画の持ち込みが増えている。

### リアル志向
本作品では多くの漫画関係の固有名詞が実名で使用されている。まず作中で主人公たちが漫画を持ち込む雑誌は連載誌である「集英社の『週刊少年ジャンプ』」であり、『WJ』掲載作品は『ONE PIECE』『ドラゴンボール』などと多くの作品が登場している。アニメ版では『少年ジャック』という架空の雑誌、社名は「遊栄社」となっているが、表紙・裏表紙は実際のジャンプのそれが雑誌名の部分のみ差し替えられる形で流用されており、掲載作品もそのまま実名で登場している。
こうした実名は集英社関係に留まらず、『あしたのジョー』（『週刊少年マガジン』講談社）といった他社の作品も登場している。また『WJ』で活躍経歴のある漫画家たちの名前も登場する。『WJ』特有のシステムであるアンケート至上主義・それによる打ち切り・専属契約制度についても詳しく説明されており、現実の『WJ』が忠実に描かれている。
登場する編集者の人名も、服部哲（服部ジャン=バティスト哲）・雄二郎（服部雄二郎）・キム（金成圭）・相田（相田聡一）・吉田（吉田幸司）・大西（大西恒平）・副編集長の瓶子（瓶子吉久）・編集長の佐々木（佐々木尚）と、実在の『WJ』編集者をモデルにしていることがうかがえる。ちなみに実在の編集者・服部雄二郎も作中の雄二郎と同じアフロヘアーである。ただし服部哲は齊藤優編集の顔をモデルにしている。

### メディアミックス
2010年10月から、NHK教育テレビジョンにてテレビアニメが放送された。
『マンガ・エロティクス・エフ』および古屋兎丸とのコラボレーション、登場人物の描いた漫画を小畑健がポスターとして『赤マルジャンプ』に掲載するなど、『WJ』の中ではかなり異例の作品となっている。
2011年12月15日、バンダイナムコゲームスからニンテンドーDS対応のゲーム『バクマン。 漫画家への道』が発売された。
2015年10月3日、佐藤健・神木隆之介のW主演で実写映画が公開、9日間で50万人を動員。
2021年5月28日、鈴木拡樹・荒牧慶彦のW主演で『「バクマン。」THE STAGE」のタイトルで舞台化されることが発表された。

### その他
連載開始直後の2008年12月に発売された『QuickJapan』81号にて特集が組まれた。内容は作者の大場・小畑、担当編集の相田聡一のインタビューで、本作品までの道のり・制作上のエピソードについて語っている。
宝島社「このマンガがすごい! 2010」オトコ編1位作品。2010年度マンガ大賞では3位にランクインした。
2009年4月17日放送の『サキよみ ジャンBANG!』で特集として取り上げられ、実際の編集部・編集者が放映された。

## あらすじ
2008年、舞台は埼玉県谷草市。中学3年生の真城最高（サイコー）は高い画力がありながらも将来に夢を持たず、ただ流されて普通に生きていくだけの退屈な日々を送っていた。サイコーの叔父はかつて週刊少年ジャンプに連載し、その作品がアニメ化もされた漫画家・川口たろうで、連載打ち切り後の過労によって亡くなった過去があった。
ある日サイコーは些細な出来事を切っ掛けに、秀才のクラスメイトで作家志望の高木秋人（シュージン）に「俺と組んで漫画家にならないか」と誘われる。初めはその誘いを断っていたが、声優を目指している片思いのクラスメイト・亜豆美保と「アニメ化したら結婚する、それまで互いに直接会わない」と約束したことから漫画家への道を志すことになる。
サイコーは祖父から叔父が使用していた仕事場を譲り受け、シュージンと共にそこに籠って処女作の執筆に専念する。そんな中で手塚賞に準入選した新妻エイジが同年代であることを知りライバル視する。やがて二人三脚で苦労しながらも完成した初作品をジャンプ編集部に持ち込んだ二人は敏腕編集者・服部哲と出会い、漫画家としての資質を認められる。
そしてジャンプの主流ではない“邪道”の作風という方向性を見出し、「亜城木夢叶」（あしろぎむと）のペンネームで活動することになった二人の漫画が『赤マルジャンプ』へ掲載された。その後も自分たちの方向性に迷いながらも、エイジとの邂逅・コンビ解散の危機を経て、ジャンプでの連載を勝ち取った二人は、様々な苦境に見舞われながらもジャンプ連載作家としての道のりを歩んでいく。

### 結末
『PCP -完全犯罪党-』を人気作として連載してきた亜城木夢叶は、本格的にアニメ化を想定した『REVERSI』を書き上げ、『PCP』に代わってジャンプでの連載を開始する。エイジと競い合った末に『REVERSI』のアニメ化が決定するが、ヒロイン役はオーディションで選抜される運びとなった。
しかし人気声優の地位を確立した亜豆とサイコーの仲が世間に知られ、二人はバッシングを受けることになってしまう。だが亜豆は厳命を押し切り、自身のラジオ番組で全てを打ち明け、サイコーと亜豆の夢・その真摯な姿勢を知った世間は二人の純愛を受け入れ祝福する。そのムードがヒロイン役決定の追い風となる中、あくまで亜豆に実力で役を勝ち取ってほしいと願うサイコーはアニメ版『REVERSI』監督の提案を受け入れ、ネットでの公開オーディションの開催が決定した。そしてそのオーディションで人気・実力を備えたライバルたちに囲まれる中、亜豆は視聴者から大多数の票を獲得し、ヒロイン役を勝ち取った。
同時期、亜城木は『REVERSI』を納得のいく最高の形で終わらせることで名作に押し上げ、コミックス・アンケートでエイジを抜き、自分たちをジャンプ一番の作家としての地位を確立させていった。アニメ『REVERSI』放送開始を以て、10年という長い年月をかけて夢を叶えたサイコーは、初めて亜豆と夢を誓い合った亜豆の家の前でプロポーズし、サイコーと亜豆はこの先ずっと二人でいられることを実感したのだった。

## 登場人物
真城 最高（ましろ もりたか）
声 - 阿部敦 / 福山潤（ラジオドラマ）、演 - 佐藤健(幼少期 - 田中洸希
本作品の主人公の1人。漫画家「亜城木 夢叶」（あしろぎ むと）の作画担当。通称サイコー。憧れの漫画家だった叔父が亡くなって以来漫画家の夢は捨てていたが、シュージンから誘われた際に、密かに想いを寄せていた亜豆と「自分の漫画がアニメ化に成功したら結婚する」という約束を交わし、漫画家への道を真剣に歩み始める。
高木 秋人（たかぎ あきと）
声 - 日野聡 / 立花慎之介（ラジオドラマ）、演 - 神木隆之介
本作品の主人公の1人。亜城木夢叶の原作担当。通称シュージン。漫画家になりたいという夢を持っており、中学時代にサイコーの絵の上手さに惚れ込み、漫画家の道に誘った。亜豆のことを聞き出そうとした一件が切っ掛けで中学時代から香耶と交際が始まる。
亜豆 美保（あずき みほ）
声 - 早見沙織 / 寿美菜子（ラジオドラマ）、演 - 小松菜奈
本作品のヒロイン。小学4年生時に市の展覧会に出展されたサイコーの絵を見た時から、彼に対して密かに好意を抱いていた。恥ずかしがり屋な性格だが、声優を志していて才能はある。亜城木の描いた漫画がアニメ化した際、そのヒロイン役の声優を担当し、サイコーと結婚するという約束をしている。
見吉 香耶（みよし かや）
声 - 矢作紗友里
本作品のもう1人のヒロイン。亜豆の親友で亜城木とは中学生時代からの交流がある。亜豆とは対照的に、短気で押しの強い性格。以前よりシュージンに好意を抱いており、彼がトラブルで謹慎となった際、半ば強引な形で付き合い始める。
新妻 エイジ（にいづま エイジ）
声 - 岡本信彦 、演 - 染谷将太
週刊少年ジャンプで10年に1人の逸材と言われている新進気鋭の天才。デビュー作「CROW」で人気漫画家となった。どんな時でも終始「漫画を描く」という世界に浸っている、いわゆる“変人”。早くから亜城木の実力を認め、同世代ということもあり互いにライバル視している。
服部 哲（はっとり あきら）
声 - 利根健太朗、演 - 山田孝之
週刊少年ジャンプの編集者で亜城木夢叶の初代担当。亜城木の才能には期待を寄せており、非常に熱心な指導を行っている。亜城木からも「当たり」と手腕を評価されるなど、周りからの信頼は厚い。

## 劇中劇
作内に登場した、主な漫画作品を記す。

### 亜城木夢叶の作品

#### 連載作品
疑探偵TRAP（ぎたんていトラップ）
初連載作品。2011年13号（2月21日発売）から2012年1月23日発売号まで連載。担当編集は読切版が服部哲、連載時が港浦吾郎。
「バトル物に代わる新たな王道ジャンル」として、連載化を前提に描いた探偵漫画。亜城木の5番目の作品。第6回『WJ』金未来杯エントリー作品で、2010年39号（8月23日発売）に2番手として掲載。アンケート順位は3位で、得票数は1321票、支持率は76%。得票数に関してはエントリーされた4作品中1位。第6回金未来杯同率1位受賞作品。
元々は、サイコーが小学生時代に描いた「サギ師探偵ヒカケ」を下敷きにしたキャラ設定と、推理小説のファンであるシュージンのアイデアの下に生まれた。詐欺師で探偵の主人公が変装などのトリックを駆使し、犯人を罠にはめて捕らえるヒーローという設定。ヒロインのアミは、亜豆がモデルになっている。
連載に向けての服部の作戦の甲斐もあり、福田や蒼樹&中井組の作品を抑え、連載権を獲得した。確かな画力と綿密なストーリー構成から編集部では賞賛の声が後を絶たず、一時は「CROW」と同率の3位まで人気が上がり、アンケート上位に定着するものの、サイコーの急病に伴う入院で休載となってしまう。
連載再開後、後追いで始まった「推理屋 明智五助」「怪盗チーター」との潰し合いが様相を呈し、アンケートでもすっかり下位に低迷してしまい、間もなくして打ち切りとなってしまった。
コミックスは全4巻+サイコーが入院中に描き溜めていた未掲載話を集めた番外編1巻。
アニメ第2期1話で、サイコーの妄想として、架空のアニメオープニングシーンが冒頭のみ放送された。
走れ!大発タント
2番目の連載作品。2013年12号（2月25日発売）から31号（7月1日発売）まで連載。コミックスは全3巻。担当編集は港浦。
『WJ』で低年齢層向けの連載を狙う試作として描いたギャグ漫画。亜城木の9番目の作品。『赤マルジャンプ』にて巻頭カラーで掲載された。アンケート順位は1位だったが、2位の「True human」と大した票差はなかった。直後の連載会議では連載は見送られたが、その次の会議で連載が決定し、「+NATURAL」の次の号から連載することになる。
主人公の大発タント（ダイハツ・タント）はいつもマフラーをしている小学5年の男の子で、その祖父である発明家の大発明人（だいはつ めいじん）が、自分が発明した発明品でタントのクラスの女性担任の豊田ノア（トヨタ・ノア）を巻き込むストーリー。ヒロインは鈴木パレット（スズキ・パレット）。色々な発明品が出てくるのは、「ドラえもん」がモデルとなっている。なお、キャラクターの名前はほとんどが車のメーカーと種類から取られていたが、悪役の目樽ブラック（メタル ブラック）や、その孫の目樽桃（メタル もも：あだ名はピンク）などは、シュージン曰く「悪役が車の名前ではまずい」ので車の色から取っている。作中では「どうだろうか？」という決め台詞が使われていたが、これはサイコーやシュージン、香耶などが日常でも使用している。
アンケート順位でも安定した連載位置を保っていたが、徐々にギャグの質が落ちてきたことに加え、「このままでは岩瀬や新妻に勝てない」と判断した亜城木が自ら打ち切りを要望し、「CROWか+NATURALを超える作品を作れなければ契約を打ち切る」という条件で連載終了した。
アニメ版では、作品名が『ひらめき!タントくん』に変更されている。
PCP -完全犯罪党-
3番目の連載作品。2014年15号（2月17日発売）より連載中。小学生編の担当編集は服部、中学生編の担当編集は中野。
亜城木の12番目の作品。PCPは「Perfect Crime Party」の略。初期タイトルは「完全犯罪クラブ」で、同名の映画があるため改称された。話数の単位は「CRIME ○」。
服部を一日尾行した経験からシュージンが考え出した作品であり、ほんの些細でバカらしいイタズラや人助けなどの作戦を、「完全犯罪」と称して誰にも気付かれずに実行する小学生を主人公としている。「邪道」の作品でありながら、服部が示唆する「シリアスな笑い」も取り入れている。主人公は道本真（どうもと まこと）と徳長実（とくなが みのる）の二人で、二人の名前を合わせると道徳と真実となる。名前の由来は「犯罪とは敢えて真逆の意味の言葉を使うことで、正義の主人公っぽくなる」というシュージンの案から。ヒロインは、計算力がズバ抜けていて推理小説好きで推理力もある安之城舞（あんのじょう まい）。ライバルキャラは明知正臣（あけち まさおみ）。後に「CROW」の連続一位阻止およびアニメ化も想定した次回作のテストとして、PCPに立ちふさがる謎のキャラ・Σ（シグマ）が登場する。
「CROW」や「+NATURAL」と競える作品かどうかという点で、編集長は「無理だ」と判断したが、他の班長らの気づかいもあり、連載が決まった。連載1話目のアンケートでは初連載時の「CROW」や「+NATURAL」を上回る422票という驚異的な数字を叩き出して1位になり、編集部を騒然とさせた。なお、この連載から亜城木の担当が再び服部哲となる。
連載決定後、編集長から「25話までに『CROW』や『+NATURAL』に匹敵する人気が出なければ打ち切る」との条件を提示されており、様々な戦略を駆使した末、規定話数ギリギリで「+NATURAL」を追い抜き、連載の座は守られた。また、小説化、ドラマCD化の話も持ち上がり、ドラマCDの安之城舞役の声優はサイコーとシュージンの要望通り亜豆に決定した。しかし「犯罪」と銘打った本作品を「子供が真似をする」として保護者から苦情が寄せられたため、アニメ化が実現することは無かった。
その後、銀行の金庫に侵入して貼り紙をした事件が発生し、それが「PCP」の模倣犯としてメディアに取り上げられ、さらなるバッシングに晒される。これを期にシュージンは一時期スランプに陥いるが、香耶の一言から着想した「PCPの面々が模倣犯を撃退する」という作者側の想いを込めたエピソードを描くことで持ち直した。
後述の「REVERSI」の『WJ』連載の経緯により、月刊誌の『必勝ジャンプ』へ移籍することとなった。『WJ』では小学生編、『必勝ジャンプ』では中学生編となっている。
REVERSI（リバーシ）
4番目の連載作品。2017年31号から2018年31号まで連載。全49話。コミックスは全6巻。
亜城木の13番目の作品。ストーリーは邪道ながら、ダークヒーローを登場させることで王道らしさを取り入れたバトルマンガとなっている。正式タイトルは「R」が鏡文字となっている。
主人公は黒悪魔（シュバルツ）・白悪魔（ヴァイセ）のそれぞれから「洗脳」の力をもらった2人の少年。人間を滅ぼし世の中を変えようという目的は同じだが、人間を洗脳し操ろうとする黒悪魔と、「余計なことをしなくても人間は勝手に滅びる」と考える白悪魔との対決を描く。主人公は黒悪魔が憑いている少年相葉サトル（あいば サトル）、ヒロインは水鳥菜保（みなどり なほ）、ライバルキャラは白悪魔が憑いている少年二ノ宮ソラ（にのみや ソラ）。
当初は「悪魔の力を使って世の中を変えようとする少年の物語」だったが、七峰の「1000億と美少女」の結果から邪道の限界を感じたサイコーの案で、邪道の「黒」と正義の「白」のW主人公を登場させる漫画となった。しかし、W主人公をウリとしたことで、従来の王道バトルのように新たな敵に替えられないという制約が課せられることとなった。一時シュージンはアニメ化のため展開を引き伸ばすなど長期的に連載させることも考えたが、自分を信頼してくれるサイコーの後押しで吹っ切れ、早期の連載終了も辞さない姿勢で臨むようになってからは、スピーディかつ目まぐるしい展開で魅せる作品としてエイジの「ZOMBIE☆GUN」とアンケート順位で1位2位を競っていった。
『WJ』2017年21号（4月17日発売）に読切掲載され、アンケート票数694票で1位という史上最高の読切記録をマークした。当初は『必勝ジャンプ』で「PCP」と並行して連載する話が持ち上がっていたが、亜城木や哲の想いを考慮した雄二郎の機転から、「PCP」と入れ替わる形で『WJ』で連載することとなった。
「CROW」のアニメが終わった後の後枠として「REVERSI」と「ZOMBIE☆GUN」のどちらかがアニメ化することになり、「新妻と肩を並べる漫画家となって、この2組にジャンプを引っ張ってほしい」という瓶子編集長の意向によって「REVERSI」が選ばれ、ついに亜城木が描いた作品がアニメ化されることとなる。ヒロインの水鳥菜保役の声優は、アニメの公開オーディションを経て亜豆に決定した。
最終話まで9週連続で常に1位を取り続け、最終巻が発売されたころの単行本の売り上げは「ZOMBIE☆GUN」の120万部を抜いて122万部になった。

#### 読切作品
この世は金と知恵
『赤マルジャンプ』2009年SPRING掲載。初の雑誌掲載作品。亜城木の3番目の作品。この作品から『亜城木夢叶』のペンネームを使うことになる。
近未来を題材にしたSF系の漫画。人間の脳内情報を携帯端末で売買できる未来世界を舞台とし、文字通り「金と知恵」で頂点を目指す青年・ミストを描いたピカレスクサスペンスで、前作「一億分の」から派生した「コンピューターによる順位付け」の要素も組み入れられている。
少年誌向けではなく、サイコーとシュージンが言うには「少し感じの悪い作品」。しかし、服部はこのストーリーを絶賛し、また新妻や福田からも「面白い」と好評価を貰った。2人はこの作品で読者アンケート1位を目指していたが、集計アンケートのおよそ半分の票をさらって1位となった新妻の作品に敗れ、3位。これを機にサイコーは『WJ』の王道であるアクション・バトルものを手掛けていこうと決める。
Future Watch-未来時計-（みらいどけい）
『WJ』2012年26号掲載。探偵物に代わる新たなジャンルとして描いたSF漫画。亜城木の6番目の作品。
読切として審査してもらうため、担当を含めた編集部には極秘で描き、月例賞に出品。「賞は獲らせない」という条件付きで審査することになった。審査員の新妻からは文句なしのトップ評価をもらった。ただし、ストーリーは面白いものの、キャラはやや弱いと評価された。その後の連載会議では、後述の「TEN」と「未来時計」のどちらを連載にするかで会議が難航し、最終的には2作品とも読切として本誌に掲載し、読者に判断してもらう形をとった。『WJ』に2号連続読切掲載の2番目に掲載され、掲載された号でのアンケート順位は9位。
主人公がある日、父親の研究室で未来へ行くことができる腕時計を見つけたことから、物語が始まる。
TEN（テン）
『WJ』2012年25号掲載。探偵物に代わる新たなジャンルとして描いたコメディ漫画。亜城木の8番目の作品。
ネーム作成時は「HITMAN10（ヒットマン テン）」という作品だった。港浦に合わせてシュージンが考えたネームで、港浦自身もこの作品を気に入っている。しかし、くどいと言わせるほどギャグ要素を盛り込んだため、亜城木としては自分たちの作風を壊しているとして評価は低い。『WJ』に2号連続読切掲載の1番目に掲載され、掲載された号でのアンケート順位は101票で10位。
世界中から集められた10人の殺し屋が殺し合いをするという設定。主人公は若くてさえない殺し屋。
ささやかな時
サイコーが初めて独力で書き上げた作品。人気作家恋愛読切祭に3番目にエントリーされた。アンケート順位は9位。総合順位は7組中4位。
「PCP」のアニメ化が事実上不可能と考えたサイコーが、自らのスキルを高めるために書き上げた。自らが考える恋愛論をテーマにした他、亜豆にも助言を求めている。しかし、最後まで自分の思うような作品がなかなか仕上がらず、最終的にはシュージンに添削してもらった。連載も視野に入れていたが、順位が良くなかったことから諦めた。

#### 未掲載作品
ふたつの地球
亜城木の処女作。元々のタイトルは「Wアース 二つの地球」だったが、シュージンの冗談だったためタイトルから外された。近未来を題材にしたSF漫画で、実験のためにコピーされた「二つ目の地球」の人間と、「真実の地球」の人間が戦うという内容。
本来は予行演習代わりに他誌に持ち込む予定だった「ダメ原稿」の候補で、サイコーの説得により本命原稿としてブラッシュアップされた。
ストーリーがノベル調であること、絵がデッサン風であることから、あまりいい評価は得られなかった。これは、サイコーとシュージンがお互いの担当（絵とネーム）に関して口出ししないと最初に決めていたためでもある。担当編集者の服部哲いわく、「漫画としてはダメだけど、よくできている作品」。月例賞（トレジャー）に出されたが、最終選考の1歩手前で落選した。
1億分の
2番目の作品。シュージンが何日も徹夜で考えた多くのネーム案の中から選ばれた。人間が巨大コンピューターによってランキングされる一種のディストピアを舞台としたSF作品。主人公たちは階級社会の転覆を目指して「順位の高い」人間たちと戦い、やがてコンピューターが作り出した殺人マシーンとの戦争に発展する。
ストーリー、絵柄とも前作「ふたつの地球」より評価が上がり、手塚賞最終選考まで残ったが賞獲得はならなかった。『WJ』連載陣の漫画家の評価は良かったが、編集部の「ジャンプらしくない」という意見で切り捨てられたらしい。もっとも服部いわく、受賞を逃したのは同時に投稿された新妻エイジの受賞作が高レベルだったからで、この評価で賞を取れなかったのは異例だという。
なおアニメ版では主人公がビームサーベルを武器とすることが明かされている。これは、「人気漫画にはよく"刀"が登場する」というシュージンの指摘からサイコーが思いついたもの。
エンジェルデイズ
仮タイトルは「私の天使（エンジェル）」。亜城木4番目の作品。金未来杯へのエントリー用にネームを作成した。
王道のバトル物として初めて服部にOKを出された作品。しかし、編集部からは「邪道で行くべき」「教科書通りになっているのが惜しい」などの意見が出て、最終的にはエントリーされず、赤マルに載せられることもなかった。編集部としては、2人が漫画家としてもっと成長してから載せるべきだと判断しての不採用だったことが後に判明する。この作品で、少なくとも2人が編集部全体から将来性を期待されていることが分かった。
俺2人（おれふたり）
探偵物に代わる新たなジャンルとして描いたSF漫画で、亜城木の7番目の作品。ある日まったく同一人物である二人が出会ってしまうという、どちらかというと「未来時計」に似た作風を持つ。ここからバトル物へ展開させることもシュージンの考えにはあったが、港浦が「HITMAN10」を推したため、事実上ボツとなった。
この世はKTM（このよは かね ちえ みため）
「タント」に代わる連載候補として出した、亜城木の10番目の作品。「KTM」は「金、知恵、見た目」の略で、港浦の指示で二人の原点ともいえる「この世は金と知恵」をリメイクしたSF系作品。その名の通り売買する対象に「容姿」も加え、シュージンの本領発揮となる「エグい」作風を特徴とする。連載会議では静河の「True Human」と争ったが、「タント」の打ち切りから間が短すぎるため、連載とはならなかった。
STOPPER OF MAGMA（ストッパー オブ マグマ）
亜城木の11番目の作品。王道ファンタジー物の作品。「あくまでシンプルな設定で」という港浦の指示（正確には服部）の下で描かれたが、上から亜城木夢叶の良さが出ていないと言われて連載会議にも回してもらえなかった。
モンスターを産み出す火山の噴火口に、モンスターを倒しながらそれを封じる剣を刺しに行く話。主人公の父親は隊長として出立しているが5年も帰って来ていないため、新たに勇者を募り、9歳の主人公が名乗りを上げる。

### その他の作家の作品
真城信弘（川口たろう）
超ヒーロー伝説
川口たろうの代表作。『WJ』に連載され、サイコーが3歳のころにアニメ化もされた。なお、アニメ第1期第1話では、本来のオープニング「Blue Bird」が流れる前の放送開始時に、この超ヒーロー伝説のアニメで使用されていたという設定のオープニング「超ヒーロー伝説」（歌：影山ヒロノブ）が、架空のスタッフロール付きで、あたかも実際の新番組かと思わせるような演出で放送された（なお、アニメ版「ラッキーマン」のオープニングのオマージュ）。コミックスはサイコーの家の本棚などに陳列されているところから、全12巻と推測される。しかし、本人曰く打ち切りで連載は終了している。部屋の鍵のキーホルダーにも使われている。
ジャンルは、様々なヒーローが出てくるギャグヒーロー漫画。
漢の浪マン（おとこのろまん）という実力の低いダメヒーローが出てくる話があり、信弘と文通していた亜豆の母・美雪はこの話から信弘の本当の気持ちを察している。また、集英社専務鳥嶋和彦をモデルにした取締マン、友情マンや努力マンに似たヒーロー、さらには敵役として「バトラー星人」も登場する。
信弘は『ジャンプ』でギャグの新連載が掲載されるというここ一番の時には、これまでに展開された話から伏線として描いていなかった部分を伏線として昇華させ、今後の展開に期待を持たせる「1話完結じゃない1話完結」の話を書き上げており、その手法は、二度目の七峰との対決での『PCP』にも用いられた。
アニメ視聴の際にデータ放送で与えられるポイント（アニメマイル）の特典で見ることができる、大場つぐみ作のこの漫画の1頁にて、主人公の名前は『長州超力』で、『ホットちょーコレート』を飲むことで変身するという設定が確認できる。
実写映画版では、作品名が『超ヒーロー伝説バックマン』に変更されている。

新妻エイジ
CROW（クロウ）
新妻エイジの『赤マルジャンプ』掲載作品。ジャンプ漫画の王道ともいえる典型的なバトル漫画であり、その名の通りカラスをイメージした主人公「クロウ」の活躍を描く。担当編集は服部雄二郎。
1000通の読者アンケート葉書のうち500票あまりをさらって、『赤マルジャンプ』の人気1位に輝いた作品。その結果を元に新作『YELLOW HIT』を連載することとなっていたが、エイジは編集部の意見を聞かず、この『CROW』を連載用に描き上げて連載することをWJ編集部に認めさせた。結果的に大ヒットを収め、単行本10巻までの時点での売り上げは累計で850万部あるらしい。アニメ化が決定し、「TRAP」が連載再開した号の翌日からアニメがスタートした。ちなみに登場人物には、新妻が幼いころから遊びで描いていたキャラクターたちが反映されている。
『WJ』の看板作品として不動の人気を誇り、連載開始前に新妻が宣言していた「ジャンプで1番の漫画家になる」を実現した作品となった。しかし自分がベストだと思う状態で終わらせたいというエイジの意向から、10週連続一位を獲ることを条件にして得た「嫌いな漫画を終わらせる権利」を『CROW』に対して行使した。その時、「連載が終了するまで連続で1位を取り続けられなければ、連載を継続する」という条件の下、亜城木ら福田組から勝負を申し込まれ受けて立つが、約20週間の間一度も首位の座を明け渡すことはなく、結果として連載を終了した。2009年33号から2016年38号まで連載。コミックスは全36巻。
アニメ第2期9話で、アニメ「CROW」の架空のオープニングが本編中に放送された。
LOVE力A to Z（ラヴぢからエートゥゼット）
人気作家恋愛読切祭に1番目にエントリーされた新妻の作品。アンケート順位は9位。総合順位は7組中5位。
エイジにとって初挑戦となる恋愛をテーマとした作品。『+NATURAL』のヒロイン役の声優オーディションから亜豆を連れ出したサイコーの行動に影響を受け書き上げた。しかし好きな子を巡っての喧嘩シーンには定評があったものの、恋の心情を描けていないことから、恋愛漫画としての評価は今一つだった。この作品によりエイジの苦手分野が浮き彫りとなった。
ZOMBIE☆GUN（ゾンビガン）
「CROW」終了後、新妻が書き上げた新作品。「REVERSI」同様ダークヒーローを主人公とした、邪道を取り入れた王道漫画になっている。
ゾンビだらけの世界が物語の舞台であり、主人公はゾンビでありながら人間の心を残している。元の姿に戻るためにゾンビたちと戦っていくというストーリー。連載では「REVERSI」を意識してか、敵キャラにも比重を置いており、主人公「GUN」の双子の兄である「JIN」を登場させたり、4話目でその兄を殺して新たな敵を投入させている。
『WJ』2017年20号（4月10日発売）に読切掲載され、アンケート票数692票で1位という記録を出し、史上最高記録をマークした。その翌週、亜城木の「REVERSI」に抜かれたことでエイジはやる気をなくすものの、「REVERSI」が『必勝ジャンプ』で連載されることを聞き改めて亜城木をライバルとして認識したエイジにより、連載会議に回され、「REVERSI」の連載開始の前の号（2017年30号）からの連載が決まった。週刊で連載することになった「REVERSI」とはアンケート順位で1位2位を競っているが、単行本の発行部数が早々と90万部に増刷が決まって売り上げの面では「REVERSI」に大きく差をつけている。

福田真太
KIYOSHI騎士（キヨシナイト）
福田真太の第6回『WJ』金未来杯エントリー作品。WJ編集部から最も期待されている作品として1番手で掲載。掲載された号でのアンケート順位は3位で、得票数は1312票、支持率は79%。支持率に関してはエントリーされた4作品中1位。第6回金未来杯同率1位受賞作品。愛称は「キヨシ」。担当編集は服部雄二郎。
金未来杯以前にも読切としてWJ本誌に掲載していた。現代社会の問題などを絡ませた過激なヤンキーバトル漫画で、ギャグ的な要素も強く、サイコーたちが「挑戦的で刺激がある」「現代版『男塾』って感じ」などと好評価する一方、福田の作風を良く思わない蒼樹からは「青年誌でやるべき」と酷評されている。雄二郎の指示ミスもあったが、同期の亜城木に一足遅れて連載権を獲得した。
連載後半ではパンチラを主とするお色気要素を盛り込み、なんとか連載を保っている状態にあった。しかし亜城木夢叶の「PCP」掲載に触発された福田の考えから、「ロードレーサーGIRI」の連載決定と入れ替わる形で連載を終了した。2011年20号から2014年21号まで連載。コミックスは全17巻。
ロードレーサーGIRI（ロードレーサーギリ）
「KIYOSHI騎士」に代わる福田の作品。初めは「ロードレーサー淵切（ロードレーサーぶちぎり）」というタイトルで、「キヨシ」の人気低迷と、「PCP」の登場に触発された福田が連載と並行して読み切りとして描き上げたもの。
バイクレースを題材としている。バイクを上手く描ける人間が福田の職場にはいなかったが、その分を少年誌らしい設定と展開で補っている。
「PCP」連載開始号と同じ号に読切が掲載され、「PCP」には遠く及ばなかったものの、アンケート順位は2位を獲得した。その後「キヨシ」と入れ替える形で連載権を獲得する。常に上位に掲載されるほど人気が高く、人気作家恋愛読切祭終了後、アニメ化が決定する。2014年28号から連載中。
殺生由意（せっしょうゆい）
人気作家恋愛読切祭に6番目にエントリーされた福田の作品。県下一の不良校に通う不良が、「絶対に喧嘩をしない」という条件であるお嬢様に恋をする物語。福田は「熱く燃えるストーリーに仕上がった」と自信を持っていたが、成績は奮わなかった。アンケート総合順位は7組中6位。

蒼樹紅
hideout door（ハイドアウト ドア）（作画：中井巧朗）
略称「ハイドア」。蒼樹紅がストーリー、中井巧朗が作画を担当した、第6回『WJ』金未来杯エントリー作品。3番手で掲載。掲載された号でのアンケート順位は3位で、得票数は1103票、支持率は73%。
作風はメルヘン・ファンタジー漫画。主人公の少年が森の中で妖精に出逢い、自らも妖精になろうとする内容。
中井が「自身の漫画家人生をすべて賭けた」と語り、背景の細部に至るまで細かく書き込まれている。作画は全て中井が担当したが、女性キャラの顔のみは蒼樹がデザインした。
連載会議では中井の絵（特に背景）は好評で申し分なかったものの、蒼樹の話が少年誌向きではなかったこともあり、連載は見送られた。後に福田の「KIYOSHI騎士」に続き連載を開始する。しかしその人気は福田組の中では最下位で、相田、中井と蒼樹のすれ違いもあり「TRAP」が打ち切られた次の号にて打ち切りとなってしまった。ただし、中井の絵の評判が良かったのか、コミックスの売り上げは「TRAP」や「KIYOSHI」よりも上だったとされている。2011年21号から2012年7号まで連載。コミックスは全4巻。
青葉の頃
『赤マルジャンプ』にセンターカラーで掲載された恋愛漫画。蒼樹がストーリーと作画を共に手がけている。アンケート順位は3位。その後の連載会議に出され、亜城木や静河らを押さえ、連載権を獲得した。
15歳の主人公・麻芽翔一郎（まめ しょういちろう）が県下一女子の制服のスカートが短い高校「私立青葉学園」に入学してくるところから始まる。山久の提言により、今までの蒼樹の作品にはなかったパンチラシーンがところどころ入っている。サイコーと亜豆の関係性など、シュージンから聞いた福田組周辺のエピソードを度々元ネタとしており、サイコーに「蒼樹紅の暴露話かよ」と揶揄された。
しかし後半になるとストーリー展開がマンネリ化したため人気が低迷、平丸の「ラッコ11号」と同時期に打ち切りとなった。2013年2号から2015年10号まで連載。コミックスは全12巻。
神様がくれた…
人気作家恋愛読切祭に2番目にエントリーされた蒼樹の作品。アンケート順位は2位。総合順位は7組中1位。
恋のキューピッドである天使・ルナと、人間の陽斗との恋愛をめぐる物語。恋愛、ファンタジーと蒼樹の得意分野が活かされた作品でもある。読切掲載後、連載権を獲得する。
連載第1話目は速報、本ちゃん共に1位。読切は恋愛に徹した爽やかな作風だったが、連載ではライバルの天使が登場し、陽斗をめぐって言い争うなど、バトル漫画の要素も加わっている。
平丸の「僕には通じない」のアニメ化が決まった同時期に打ち切りが決定した。2015年44号から2017年48号まで連載。コミックスは全10巻。

平丸一也
ラッコ11号
平丸一也の初投稿作品で、月例賞（トレジャー）佳作入賞作品。あらゆる岩石に変化する両手を武器にして殴りまくるラッコ人間が、屁理屈を言いながら世直しをしていくという、理屈屋の平丸ならではの作風。話数の単位は「第○貝」。
初投稿作品でありながら、吉田班長の推薦により、福田や蒼樹&中井組の作品を抑えて『WJ』での連載化が決まるという、異例の扱いを受けている。しかし、平丸本人は本気で漫画家になりたいと思ってこの作品を描いたわけではなく、連載化にはむしろ困惑していた様子。連載自体は「罪を償えば犯罪はチャラになる!その前提で犯ってます」「人として許せてもラッコとして許せん」などインパクトの強い台詞回しと平丸独特のセンスによる面白さで好評を博し、深夜枠ながらアニメ化も果たし、ラッコ11号のフィギュアは小学生から主婦にまでバカ売れしている。
サイコーは服部の言う「シリアスな笑い」の例えを港浦に説明する際、この作品の「ラッコ11号がトラックでテレビ局に突撃する」シーン（元ネタは『DEATH NOTE』）を紹介している。
アニメ放送が終了すると同時にコミックスの売上が落ち、蒼樹の「青葉の頃」と同時期に打ち切りとなる。2011年11号から2015年11号まで連載。コミックスは全21巻。
なお、現実にも展開され、2010年8月9日発売の『週刊少年ジャンプ』36・37合併号に、平丸一也名義で実際に掲載されている。また、2011年12月には小説版が発売された。
僕には通じない
人気作家恋愛読切祭に4番目にエントリーされた平丸の作品。アンケート順位は3位で、総合順位は7組中2位。
神経質でネガティブな主人公の高校生が、ある女子高生に告白されるが、それには政府が関わっているというギャグ風の恋愛漫画。ヒロインが「罠ではありません」と言うたびに主人公は悪い方向へ妄想を働かせるという内容。主人公が動物のような顔をしているため、平丸の自覚なしにギャグ漫画となっていたが、後に笑いと涙ありのストーリーものへの路線変更のため、アシスタントの中井の指導で画力が上昇、女性読者の獲得に成功し上位をキープしている。
『君に届け』の正反対を狙ったとのことで、ネーム時点の仮タイトルは『君に届かず』。
「ラッコ」同様、平丸はこの作品を連載させるつもりは無かったが、蒼樹との交際を通してモチベーションを上げ、2度目の連載権を獲得し、その後アニメ化が決定する。2016年11号から連載中。

高浜昇陽
Business Boy ケンイチ（ビジネスボーイケンイチ）
サイコーが入院している間に高浜が描いた作品。元はサイコーたちの「この世は金と知恵」から影響を受けたものらしいが、作風はお笑い好きの港浦の方針によるものか、ギャグ調の雰囲気が強い。宝くじで大金を得た高校生の少年・ケンイチが、それを元手として様々なビジネスに挑戦するという内容で、ビジネスの裏話なども盛り込んだ内容になっているという。
月例賞で準入選に入り、WJでこれの読切が掲載された際には新人では異例の2位に入っている。その後、『WJ』での連載が決まった。アンケート順位は毎週10位前後とそれなりに安定していたが、港浦の方針でギャグの要素を盛り込んだことで人気が落ち、高浜自身は「自分のやりたいことができない」と不満を漏らしていた。その後、蒼樹の「青葉の頃」の連載が決まるのと入れ替わりで、わずか半年ほどで打ち切りになった。2012年25号から2012年50号まで連載。コミックスは全3巻。
正義の三肩（せいぎのみかた）
亜城木夢叶の「PCP」の製作に触発された高浜が描きあげた2番目の連載作品。
少年刑事と少年検事、少女弁護士が「裁判バトル」を繰り広げるという、珍しいジャンルに挑戦している。前作と比べ、「PCP」や「+NATURAL」と張り合い上位に食い込むなど、裁判物でセリフが多い作品の割には善戦している。後にテレビドラマ化も決定した。
この漫画を描くにあたり、高浜は実際に裁判所の傍聴に参加して裁判風景などをメモにとり、それを作品に反映しているという努力も見られる。さらに亜城木や新妻らに触発された甲斐もあってか、新妻の「CROW」に僅差に迫ったり、連載で1位をとるようにもなってきている。2014年25号から連載中。

静河流
斜本（シャポン） 日本の終わり
月例賞に投稿された静河の作品。人間の死をテーマとした作品で非常に暗い作風のため、ジャンプで掲載するには危険すぎると判断された。しかしエイジは「未来時計」に次ぐ高評価を与え、エイジのゴリ押しにより急遽新設された特別賞「新妻エイジ賞」を獲得している。
True human（トゥルー ヒューマン）
『赤マルジャンプ』に掲載された作品。巻頭やカラーでの掲載ではなかったが、アンケート順位は2位で、1位の「走れ!大発タント」と大した票差はなかった。その後の連載会議に出されたが内容の過激さゆえに連載は見送られ、「タント」が打ち切られてしばらくしてからようやく連載となった。担当編集は山久雅和。
世の中を荒廃させた人間を「真人類（トゥルー・ヒューマン）」が次々と倒していく作品。サイコーとシュージンの「ふたつの地球」によく似ており、「この世は金と知恵」以上にエグい。後に静河によって「少年誌向け」にリファインされた同名の原稿が持ち込まれた。
一時期は静河がキャバクラに入り浸ることがあった影響もあり、「旧人類の男は死ね、若い女は真人類に尽くせ」という方針を真人類が打ち立てるなど、作風がかなり変化していた。しかし、吉田が平丸のために計画したお茶会計画が功を奏し、以前よりも過激になったという。しかしその後は、「PCP」や「有意義な〜」の登場により、連載の地位を脅かされつつある。2013年41号から2017年39号まで連載。コミックスは全20巻。

秋名愛子（岩瀬愛子）
+NATURAL（プラスナチュラル）（作画：新妻エイジ）
秋名愛子の初投稿作品にして初連載作品。原作は秋名が、作画は新妻が『CROW』と兼ねて担当する。担当編集は服部哲。2013年11号から連載。
主人公・マナブを始めとする「神に選ばれた子供たち」が繰り広げるファンタジー作品。当初は読切掲載の予定だったが、あまりに出来が良かったために連載会議に回された。人気連載漫画家が2つの作品の作画を担当するということで、内容の低下が懸念されたが、服部哲、服部雄二郎両名の説得の甲斐もあり新妻エイジ作画での連載となった。初代担当編集は服部哲。
服部はこの作品を、亜城木夢叶のライバル心を加熱させ、さらに亜城木が連載となることで新妻自身のやる気にもつながる起爆剤として考えている。連載開始号のアンケート結果は文句なしの1位をマークし、さらに発売日の翌日にコンビニの店頭からジャンプが消えるという異例の事態まで起こった。その後、アニメ化される。アニメ終了後はマンネリ化が目立ち、人気も低迷してきたが、岩瀬が亜城木らの励ましを受けて以降は持ち直しつつある状態にある。
なお、秋名によるシナリオは文章のみで書かれており、これを転用する形でのノベライズも決定している。
作中では、新妻の作品である『CROW』とのコラボを実現している。
アニメ版最終話では、打ち切りになったことが明かされた。
4春期（ししゅんき）（作画：八本木八郎）
人気作家恋愛読切祭に5番目にエントリーされた作品。中学生の恋愛をテーマに描いた作品のようだが、秋名は八本木がデザインしたキャラクターに、「中学生なのに胸が大きすぎる」と難色を示していた。結局八本木を作画に迎えたまま掲載することとなったが、総合順位は7組中最下位となってしまう。
なお、八本木の素性は作中では言及されておらず、『WJ』でも新人という扱いになっている。

間界野昂次（KOOGY）
カラフジカル
間界野昂次の第6回『WJ』金未来杯エントリー作品。4番手で掲載。掲載された号でのアンケート順位は14位で、得票数は482票、支持率は53%で、エントリーされた4作品中最下位。
手塚賞準入選作品。目で見た物の色を変え、歌声で人の心を変え、世界を変えるという内容。ファンタジックで画風は前衛的かつ斬新だが、シュールな要素が強く、サイコーたちの好みではないとのこと。しかし、蒼樹はこれを「アーティスティックで夢や希望を感じる」と好評価している。しかしながら、金未来杯エントリー版は手塚賞の時よりもさらに理解しがたい内容となってしまっており、読者からも不評だった様子。見吉からは「自分に酔っている感じで、わけがわからない」と評された。その後、『ジャンプSQ.』編集長の茨木のお膳立てで『SQ.』にて連載を開始している。

白鳥シュン
恋太&ピース（ラブタ アンド ピース）（原作：木人高秋）
白鳥の処女作。アシスタントの仕事をするうちに、漫画を描くことに触発された白鳥が、自分と愛犬ピースを基に描き上げた作品。担当編集は服部哲。
シュージンに幾度となくアドバイスを貰ったため、ほぼシュージンの案が入り込んだ漫画作品となった。そのため、シュージンが原作、白鳥が作画という形で本誌掲載となった。ペンネームの「木人高秋（きど たかあき）」は、「高木秋人」の漢字のアナグラムである。読切が掲載された号でのアンケート順位は5位。
その後、連載権を獲得するが、連載と同時にシュージンが原作から外れ、白鳥一人で作品を描いていくことになる。シュージンは白鳥が一人でも描けるように、サイコーらに黙って彼の仕事場に泊まり込み、ネームの書き方をみっちりと指導していた。
愛犬ピースと会話が出来る少年を主人公にしたファンタジー作品だが、シュージンの影響によって「人間の本音」という裏のテーマも盛り込まれている。
特別人気が無かったというわけでもなかったが、アンケート順位がしばらく2ケタの位置にあったこともあり、七峰の「有意義な〜」と入れ替わる形で半年近くで打ち切りとなった。2015年17号から2015年44号まで連載。コミックスは全3巻。

七峰透
シンジツの教室
月例賞に投稿された七峰の作品。人間の心理に着目した「邪道の心理バトル漫画」。七峰はこの作品を連載させるつもりで、10話分を書いて『WJ』に送った。担当編集は小杉。
とある教室に生徒と教師合わせて38名が突如閉じ込められ、謎のアナウンスによる「生き残りゲーム」が始まる。「嘘を言えば殺され本心がバラされる」というゲームを始め様々なゲームが行われ、生徒たちは次々とその本性を現していく。
冒頭部こそ『ǝnígmǝ【エニグマ】』の類似を指摘されるものの（七峰もこの辺りはパクリと認めている）、発想が斬新であるうえ、画力、構成をとっても、亜城木夢叶を上回るとまで言われた作品。しかし「人間の心の闇」をテーマとした作品であり、主人公も含めて登場人物全員が死ぬ、友情や仲間といったテーマを完全に否定しているなどの点から、「ジャンプ否定マンガだ」とも言われた。そのため、高い評価を受けながらも「少年誌向きではない」という判断により、最終候補止まりだった。しかし、七峰が自身のブログに全話アップしたことで、「Yahoo!Japan」のトップニュースになるほどの話題作となった。
七峰がこの作品を描いた当初、アドバイザーは4人だけだったが、彼がこの漫画をインターネットにアップしたことで話題を呼び、50人の判定人を募ることが出来た。なお、七峰が出した案は、物語冒頭の「嘘を言えば殺される」というネタだけだったらしい。
有意義な学園生活に必要なソレ
七峰の初連載作品。異性にモテるが緊張するとオナラが出てしまう美男美女を主人公とした学園生活を描いた作品。「有意義な〜」と省略される。
「神様がくれた…」が連載を開始した次号より連載をスタート。「『PCP』の上を行くヒット漫画にする」というコンセプトの下に作られているため、「シリアスな笑い」を入れるなど内容は意図的に『PCP』と似せているところがある。2話目からは背景に中井を起用したことで、画力は格段に上がった。しかし、七峰が判定人から募ったアイデアを無理に盛り込んでいたため、全体的にまとまりに欠ける仕上がりになっている。
出だしこそ快調で1話、2話では二位をマークし『PCP』のみならず『CROW』をも上回る成績を残したが、その後は順位が急落した。とにかく『PCP』に内容をかぶせ過ぎたことや、七峰が判定人たちの統率を取れなくなったことが要因となった。編集者たちからは「劣化PCP」と評された。
起死回生の手段として、編集長、服部哲、小杉公認の下で、11話目で『PCP』と同じ内容の話を同じ号で掲載したが、『PCP』3位、『有意義な〜』19位と完敗。さらに中井が判定人に順位が低迷していることをバラしてしまったため、この時点で判定人全員が七峰の元から離脱し、その後打ち切りとなった。2015年45号から2016年13号まで連載。コミックスは全2巻。
1000億と美少女
七峰の通算4つ目の作品。IT企業社長が娘の婿選びのために大会を開き、優勝者には娘と1000億の賞金が与えられることになった。5万人の婿候補たちが繰り広げる対決の裏では、本当に彼女を思う気持ちがあるかどうかを試されているというストーリー。
七峰が出したアイデアをモニターたちが採点し作り上げた作品で、作者名義も「七峰透&SHINJITSU Co.」となっている。ネームの出来は小杉を始め編集部の大半が「面白い」と認める内容だったが、人間の深層心理を題材にしているため、あまり少年誌向きの内容ではない。
この作品を読切で掲載し、もし3位以内に入れば連載会議に出しそれ以下の順位ならばジャンプではもう七峰を使わないという条件を佐々木編集長から貰った。七峰本人は「余裕で1位をとれる」と豪語していたが、「PCP」のみならず「正義の三肩」や東の読切作品にも敗北し、4位という結果に終わった。

東美紀彦
ぱんちらファイト
『ジャンプ』に持ち込まれた東の作品。持ち込まれた直後、読切掲載が決まり、その後短期間で短期集中連載が決まった。読切が掲載された号でのアンケート順位は1位。短期連載中も常に上位をキープした。2016年51号から2017年2号まで連載。コミックスは全1巻。
全国から集められた少女たちが、「カメラにパンツが映ったら負け」というルールの下、ミニスカートの衣装を着て、縁にカメラが設置された円形の闘技場で戦うというもの。「パンチラ」という言葉が入っているが、少女たちに一つの特殊能力が備わっているなどあくまでバトルを主軸に据え、少女たちの戦う理由やパンツを晒したくない心情も描写されているため、「邪道な王道バトル」として描かれている。
原作は七峰の雇った漫画家候補者たちが書き、それをモニターたちが採点したものを東が描いている。しかし、最初は七峰の指示で原作も自分が担当していることになっていた。
ヒラパラパラダイス
七峰の「1000億と美少女」と同じ号に掲載された東の読切作品。平丸がギックリ腰になって休載したため、その穴埋めの代原として掲載した。七峰に裏切られた東が、服部哲と共に一から作り上げた漫画。アンケートでは3位という結果を残し、七峰を下した。なおタイトル以外は作中で明かされておらず内容は不明。

## 編集者
1. 相田聡一：第1話（2008年8月11日）[2] - 第91話[15]（2010年6月）
2. 門司健吾：第92話（2010年7月） - 第176話（2012年4月）[16][17][18]

## メディアミックス

### ヴォイスコミック
集英社のヴォイスコミック「VOMIC」として、2009年6月にジャンプ専門情報番組『サキよみ ジャンBANG!』にて放送され、同年7月から2010年3月までVOMIC公式サイトで配信された。全4話。
声の出演
- 真城最高 - 福山潤
- 高木秋人 - 立花慎之介
- 亜豆美保 - 寿美菜子
- 真城信弘 - 坂詰貴之
- 亜豆美雪 - 原田ひとみ

### テレビアニメ
NHK教育テレビジョンで2010年10月から放送。担当声優はVOMIC版とは異なっている。第1シリーズは2010年10月2日から2011年4月2日までの全25話、第2シリーズは2011年10月1日から2012年3月24日までの全25話、第3シリーズは2012年10月6日から2013年3月30日までの全25話まで放送された。また、音泉では2010年10月4日より毎週月曜日に『〜バクマン。放送局〜ラジマン。』というタイトルでテレビアニメと連動したインターネットラジオが配信されている。

### ゲーム
バンダイナムコゲームスより2011年12月15日に『バクマン。 マンガ家への道』が発売。

### 実写映画
2015年10月3日に公開。監督は大根仁。第39回日本アカデミー賞話題賞と最優秀音楽賞を受賞した。
東宝では連載中から映画化を念頭に置き「主演には文化系男子代表と呼べるような2人を」と考案。そこでナイーブな演技に定評のある佐藤と、一昨年の映画「桐島、部活やめるってよ」でヘタレ高校生を好演した神木に白羽の矢が立った。
企画自体は公開の5年前ごろから進行しており、大根にオファーがされたのは2011年、映画モテキの公開後だった。この段階では20巻の内容が映画の尺に収まり切らないと一度オファーを断ったが、その後ストーリーを絞って脚本を練り始めたという。原作同様「集英社」の「週刊少年ジャンプ」編集部が舞台となり、劇中には歴代ジャンプ作品が大量に使用されている。
劇中の音楽はサカナクションが担当し、同バンドは主題歌である「新宝島」も同様担当した。
漫画を描くシーンでは、実際の撮影とプロジェクションマッピングを併用した初の試みを行った。
全国325スクリーンで公開され、公開1週間目の映画観客動員ランキングでは、動員18万4263人、興収2億5160万7900円で第1位を獲得した。

#### キャスト
- 真城最高 - 佐藤健（少年期：田中洸希）
- 高木秋人 - 神木隆之介
- 新妻エイジ - 染谷将太
- 亜豆美保 - 小松菜奈
- 福田真太 - 桐谷健太
- 平丸一也 - 新井浩文
- 中井巧朗 - 皆川猿時
- 川口たろう - 宮藤官九郎
- 服部哲 - 山田孝之
- 佐々木 - リリー・フランキー
- 瓶子 - 矢柴俊博
- 中野 - 岩瀬亮
- 門司 - 本多力
- 細野 - 岡部たかし
- 浅田 - 中川晴樹
- 相田 - 勝矢
- 川島 - 中村無何有
- 大西 - 神農直隆
- 斉藤 - 土佐和成
- 吉田 - ノゾエ征爾
- 三浦 - 三浦俊輔

※ 映画では脚本脱稿段階で亜豆以外の女性メイン登場人物については全カットされている。

#### スタッフ
- 原作 - 大場つぐみ、小畑健
- 脚本・監督 - 大根仁
- 音楽 - サカナクション
- 主題歌 - サカナクション「新宝島」（JVCケンウッド・ビクターエンタテインメント）
- エグゼクティブプロデューサー - 山内章弘
- 企画・プロデュース - 川村元気
- ラインプロデューサー - 田口生己、小泉朋
- プロダクション統括 - 佐藤毅
- 衣装 - 伊賀大介
- VFXスーパーバイザー - 道木伸隆
- EDロール演出 - 森論、中島賢二
- アクション - ユーデンフレームワークス
- 劇中漫画作画 - 小畑健、ジョン・ドゥ、高山京子、猿渡源太、松本康史、北澤哲史、外園哲平、提坂琢哉、生源寺愛美、Rickey、兼島信哉
- 漫画指導 - 文月十五、船木涼介、村上勝太
- 声優指導 - 稲村優奈
- 配給 - 東宝[21]
- 製作プロダクション - 東宝映画、オフィスクレッシェンド
- 製作 - 「バクマン。」製作委員会（東宝、アミューズ、電通、集英社、JVCケンウッド・ビクターエンタテインメント、オフィスクレッシェンド、ジェイアール東日本企画、KDDI、GYAO、日本出版販売）

#### 受賞歴
- 第39回日本アカデミー賞[24]
  - 話題賞作品部門
  - 最優秀音楽賞（サカナクション）
  - 最優秀編集賞（大関泰幸）
  - 優秀監督賞（大根仁）
  - 優秀助演男優賞（染谷将太）
  - 優秀美術賞（都築雄二）
  - 優秀録音賞（渡辺真司）
- 第37回ヨコハマ映画祭（2016年）[25]
  - 審査員特別賞（制作スタッフ・キャスト）
  - 日本映画ベストテン・第4位
- VFX-JAPANアワード 2016（2016年）
  - 劇場公開実写映画部門 最優秀賞 [26]
- 第25回日本映画プロフェッショナル大賞（2016年）[27]
  - ベストテン・1位
  - 作品賞
- 第25回日本映画批評家大賞
  - 監督賞（大根仁）[28]
- 第35回藤本賞
  - 特別賞（川村元気）[29]
- 第8回TAMA映画賞
  - 最優秀新進女優賞（小松菜奈、『ディストラクション・ベイビーズ』『黒崎くんの言いなりになんてならない』『ヒーローマニア-生活-』とあわせて受賞）[30]

#### CM
実写映画のテレビCMも制作され、ナレーションはジャンプにゆかりのある声優が担当した。カッコはジャンプゆかり声優の代表作品。
- 友情篇 - 田中真弓[31]（ONE PIECE モンキー・D・ルフィ 役）
- 努力篇 - 神谷明[31]（北斗の拳 ケンシロウ 役）
- 勝利篇 - 野沢雅子[31]（ドラゴンボールシリーズ 孫悟空 役）
- 恋篇 - 鶴ひろみ[31]（きまぐれオレンジ☆ロード 鮎川まどか役）

#### 小説
ジャンプ ジェイ ブックスよりノベライズされており、2015年9月18日に発売された。挿画は小畑健、著者は久麻當郎。
原著者に脚本として大根仁がクレジットされている映画のノベライズ。

### 舞台
「バクマン。」THE STAGEは、漫画「バクマン。」を原作とした舞台。2021年10月に東京と大阪で上演された。
上演日程
- 2021年10月8日 - 17日、天王洲 銀河劇場
- 2021年10月21日 - 24日、TOKYO DOME CITY HALL
- 2021年10月28日 - 31日、メルパルクホール大阪

キャスト
- 真城最高 - 鈴木拡樹
- 高木秋人 - 荒牧慶彦
- 新妻エイジ - 橋本祥平
- 福田真太 - オレノグラフィティ
- 平丸一也 - 福澤侑
- 中井巧朗 - 村上大樹
- 佐々木尚 - 唐橋充
- 服部哲 - 長谷川朝晴
- 川口たろう - 片桐仁

スタッフ
- 原作 - 大場つぐみ・小畑 健「バクマン。」（集英社 ジャンプ コミックス刊）
- 演出･脚本 - ウォーリー木下
- 音楽 - 和田俊輔
- 主催 - 「バクマン。」THE STAGE製作委員会

## スピンオフ

### ラッコ11号
作中作の「ラッコ11号」を元としたスピンオフ作品が発表されている。
- ラッコ11号

『週刊少年ジャンプ』2010年36・37合併号に平丸一也名義で掲載された読み切り漫画。
- ラッコ11号 番貝編 闘え! 平帆水産株式会社第一宣伝部部長

『ラッコ11号』の小説化作品。〈ジャンプ ジェイ ブックス〉より2011年12月に発売。作者は平丸一也とひなたしょう。
- ラッコ11号 圏貝編 もしも! 平帆水産株式会社第一宣伝部部長じゃなかったら

『ラッコ11号』の小説化第2弾作品。〈ジャンプ ジェイ ブックス〉より2012年7月に発売。作者は平丸一也とひなたしょう。

### PCP -完全犯罪党-
作中作の「PCP -完全犯罪党-」を元としたスピンオフ作品が発表されている。
- PCP -完全犯罪党-

『PCP -完全犯罪党-』の小説化作品。〈ジャンプ ジェイ ブックス〉より2015年10月に発売。作者は亜城木夢叶と初野晴。

## 書誌情報
いずれも集英社より刊行。

### 単行本
- 大場つぐみ（原作）、小畑健（漫画） 『バクマン。』〈ジャンプ・コミックス〉、全20巻
  1. 「夢と現実」2009年1月10日第1刷発行（1月5日発売[集 1]）、ISBN 978-4-08-874622-7
  2. 「チョコと赤マル」2009年3月9日第1刷発行（3月4日発売[集 2]）、ISBN 978-4-08-874644-9
  3. 「デビューと焦り」2009年6月9日第1刷発行（6月4日発売[集 3]）、ISBN 978-4-08-874677-7
  4. 「電話と前夜」2009年8月9日第1刷発行（8月4日発売[集 4]）、ISBN 978-4-08-874719-4
  5. 「文集と写真集」2009年11月9日第1刷発行（11月4日発売[集 5]）、ISBN 978-4-08-874753-8
  6. 「無茶と根性」2010年1月9日第1刷発行（1月4日発売[集 6]）、ISBN 978-4-08-874788-0
  7. 「ギャグとシリアス」2010年3月9日第1刷発行（3月4日発売[集 7]）、ISBN 978-4-08-870015-1
  8. 「パンチラと救世主」2010年4月30日第1刷発行（4月30日発売[集 8]）、ISBN 978-4-08-870037-3
  9. 「才能とプライド」2010年8月9日第1刷発行（8月4日発売[集 9]）、ISBN 978-4-08-870088-5
  10. 「表現力と想像力」2010年10月9日第1刷発行（10月4日発売[集 10]）、ISBN 978-4-08-870114-1
  11. 「タイトルとキャラデザ」2010年12月31日第1刷発行（12月29日発売[集 11]）、ISBN 978-4-08-870164-6
  12. 「画家と漫画家」2011年3月9日第1刷発行（3月4日発売[集 12]）、ISBN 978-4-08-870191-2
  13. 「愛読者と一目惚れ」2011年6月8日第1刷発行（6月3日発売[集 13]）、ISBN 978-4-08-870236-0
  14. 「心理戦と決め台詞」2011年8月9日第1刷発行（8月4日発売[集 14]）、ISBN 978-4-08-870273-5
  15. 「励みと想い」2011年10月9日第1刷発行（10月4日発売[集 15]）、ISBN 978-4-08-870294-0
  16. 「新人とベテラン」2012年1月9日第1刷発行（1月4日発売[集 16]）、ISBN 978-4-08-870316-9
  17. 「一発勝負と1話完結」2012年3月7日第1刷発行（3月2日発売[集 17]）、ISBN 978-4-08-870389-3
  18. 「余裕と修羅場」2012年5月7日第1刷発行（5月2日発売[集 18]）、ISBN 978-4-08-870420-3
  19. 「決定と歓喜」2012年6月9日第1刷発行（6月4日発売[集 19]）、ISBN 978-4-08-870461-6
  20. 「夢と現実」2012年7月9日第1刷発行（7月4日発売[集 20]）、ISBN 978-4-08-870466-1

### 総集編
- 大場つぐみ（原作）、小畑健（漫画） 『バクマン。総集編』〈集英社マンガ総集編シリーズ〉、2010年10月8日発売、ISBN 978-4-08-111031-5
  - 初連載獲得までの総集編。

### 廉価版
- 大場つぐみ（原作）、小畑健（漫画） 『バクマン。』（廉価版）〈ジャンプ・リミックス〉、全9巻
  1. 「マンガ家・亜城木夢叶、誕生!!」2015年10月2日発売、ISBN 978-4-08-113487-8
  2. 「ライバル続々!金未来杯!!」2015年10月9日発売、ISBN 978-4-08-113488-5
  3. 「初連載・担当替え・真城入院!」2015年10月16日発売、ISBN 978-4-08-113489-2
  4. 「シリアスorギャグ!?運命の選択!!」2015年10月23日発売、ISBN 978-4-08-113490-8
  5. 「連載をやめる!?編集長へ直談判!!」2015年10月30日発売、ISBN 978-4-08-113491-5
  6. 「連載マンガ絶好調!念願のアニメ化!?」2015年11月6日発売、ISBN 978-4-08-113496-0
  7. 「誌上決闘!ｖｓ.ジャンプ否定マンガ」2015年11月13日発売、ISBN 978-4-08-113497-7
  8. 「vs.新妻エイジ!王道バトル対決!!」2015年11月20日発売、ISBN 978-4-08-113498-4
  9. 「夢の行方」2015年11月27日発売、ISBN 978-4-08-113499-1

### 文庫版
- 大場つぐみ（原作）、小畑健（漫画） 『バクマン。』（文庫版）〈集英社文庫〉、全12巻
  1. 2017年7月18日発売[集 21]、ISBN 978-4-08-619690-1
  2. 2017年7月18日発売[集 22]、ISBN 978-4-08-619691-8
  3. 2017年8月18日発売[集 23]、ISBN 978-4-08-619692-5
  4. 2017年8月18日発売[集 24]、ISBN 978-4-08-619693-2
  5. 2017年9月15日発売[集 25]、ISBN 978-4-08-619694-9
  6. 2017年9月15日発売[集 26]、ISBN 978-4-08-619695-6
  7. 2017年10月18日発売[集 27]、ISBN 978-4-08-619696-3
  8. 2017年10月18日発売[集 28]、ISBN 978-4-08-619697-0
  9. 2017年11月17日発売[集 29]、ISBN 978-4-08-619698-7
  10. 2017年11月17日発売[集 30]、ISBN 978-4-08-619699-4
  11. 2017年12月15日発売[集 31]、ISBN 978-4-08-619700-7
  12. 2017年12月15日発売[集 32]、ISBN 978-4-08-619701-4

### 関連書籍
- 『バクマン。キャラクターブック キャラマン。』 〈ジャンプ・コミックス〉2011年1月3日第1刷発行（2010年12月29日発売[集 33]）、ISBN 978-4-08-874849-8
- 『バクマン。ファンブック パーフェクト・コミック・プロフィール』 〈ジャンプ・コミックス〉2013年1月9日第1刷発行（1月4日発売[集 34]）、ISBN 978-4-08-870706-8

映画
- 久麻當郎（著）、大根仁（脚本）、大場つぐみ（原作）、小畑健（漫画）『バクマン。』（映画ノベライズ）〈ジャンプ ジェイ ブックス〉2015年9月18日発売[集 35]、ISBN 978-4-08-703378-6
- 『映画バクマン。 小畑健イラストワークス』〈愛蔵版コミックス〉2015年10月2日発売[集 36]、ISBN 978-4-08-792504-3

スピンオフ
- ひなたしょう・平丸一也（著）『ラッコ11号 番貝編 闘え! 平帆水産株式会社第一宣伝部部長』〈ジャンプ ジェイ ブックス〉2011年12月29日発売[集 37]、ISBN 978-4-08-703257-4
- ひなたしょう・平丸一也（著）『ラッコ11号 圏貝編 もしも! 平帆水産株式会社第一宣伝部部長じゃなかったら』〈ジャンプ ジェイ ブックス〉2012年7月4日発売[集 38]、ISBN 978-4-08-703268-0
- 初野晴・亜城木夢叶（著）『PCP -完全犯罪党-』〈ジャンプ ジェイ ブックス〉2015年10月2日発売[集 39]、ISBN 978-4-08-703382-3